# ツール・ド・フランス1922
ツール・ド・フランス1922は、ツール・ド・フランスとしては16回目の大会。1922年6月25日から7月23日まで、全15ステージ、全行程5372kmで行われた。

## 1921年との相違点
ツール・ド・フランス1921では、ベルギー選手が優位で、フランスの観衆たちの不興を買っていた。主催者アンリ・デグランジュはツール・ド・フランスを個々の強さの顕示とすることを望み、参加者間の協力を好まなかった。彼は1922年の大会では、体制の変更を誓っていたが、実現に至らなかった。
数年前の第一次世界大戦の経済的影響はまだ終わってなかった。自転車会社はまだニックラスポーティーの元に力を結集すし1919年、1920年1921年のように後援を行なかった。選手は2つのカテゴリに分けられた。1ère classe (クラス1)、プロフェッショナル、2ème classe (クラス2)、アマチュアである。
フランス人選手アンリ・ペリシエとフランシス・ペリシエはアンリがタイヤを捨てるためにペナルティを受けた後、ツール·ド·フランス1920に出場していなかった。このような理由から、ペリシエ兄弟は1921年と1922年ツアーには出場しなかった。

## 結果

### 総合成績
| 順位 | 選手名                     | 国籍     | 時間            |
| ---- | -------------------------- | -------- | --------------- |
| 1    | フィルマン・ランボー       | ベルギー | 222時間08分06秒 |
| 2    | ジャン・アラヴォワーヌ     | フランス | +41分15秒       |
| 3    | フェリックス・スリエ       | ベルギー | +42分02秒       |
| 4    | エクトール・ウースガン     | ベルギー | +43分56秒       |
| 5    | ヴィクトール・ラナールス   | ベルギー | +45分32秒       |
| 6    | エクトール・ティベルジアン | スイス   | +1時間21分35秒  |
| 7    | レオン・デポンタン         | ベルギー | +2時間24分29秒  |
| 8    | ウジェーヌ・クリストフ     | フランス | +3時間25分39秒  |
| 9    | ジャン・ロシユ             | ベルギー | +3時間26分06秒  |
| 10   | フェデリコ・ガイ           | イタリア | +3時間51分59秒  |

### マイヨ・ジョーヌ保持者
| 選手名                 | 国籍     | 首位区間  |
| ---------------------- | -------- | --------- |
| ロベール・ジャッキノー | フランス | 第1-第3   |
| ウジェーヌ・クリストフ | フランス | 第4-第6   |
| ジャン・アラヴォワーヌ | フランス | 第7-第11  |
| エクトール・ウースガン | ベルギー | 第12      |
| フィルマン・ランボー   | ベルギー | 第13-最終 |